# Albert Joseph Pénot

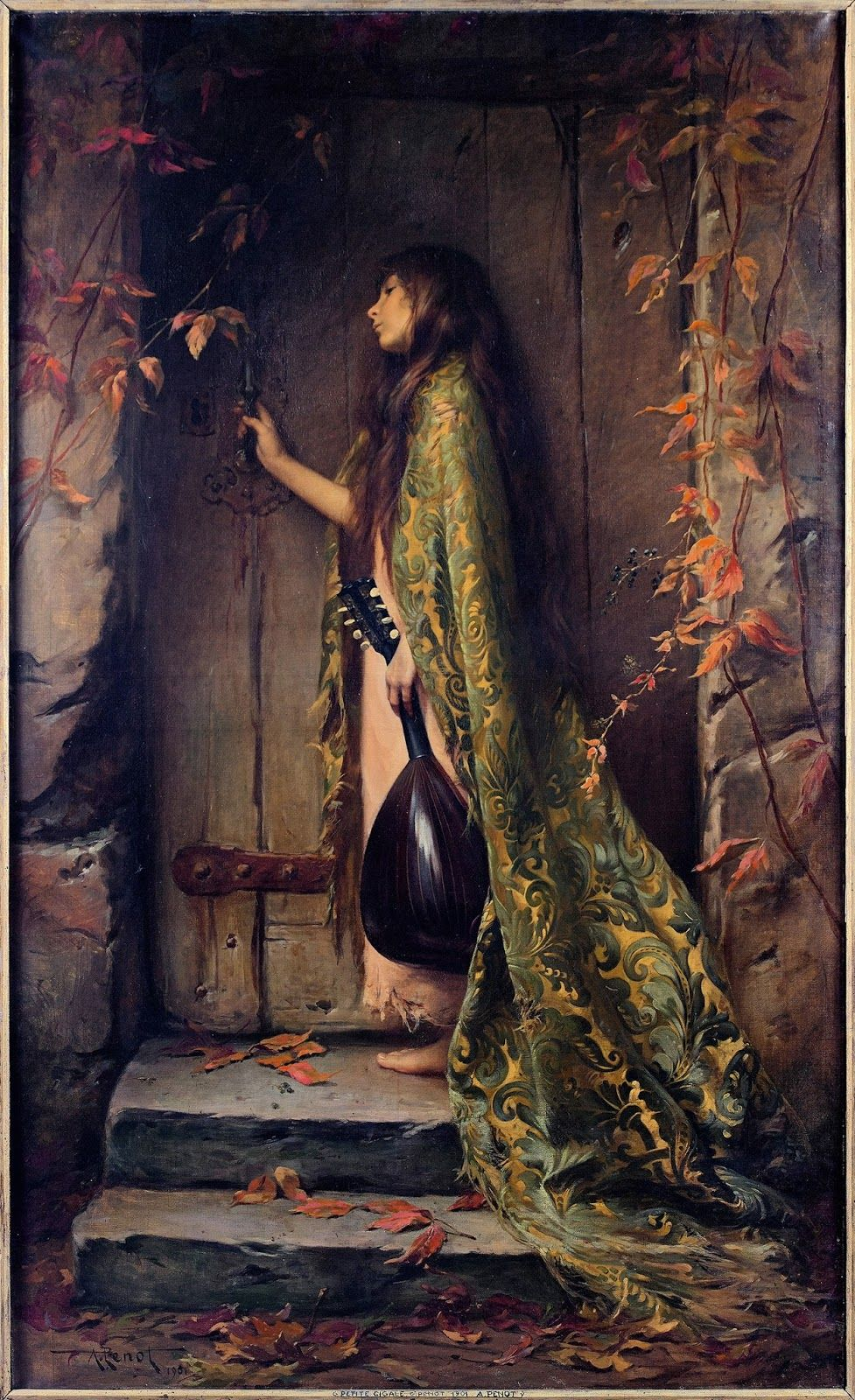
La piccola cicala, 1901

Albert Joseph Pénot (Xermaménil, 28 febbraio 1862 – Parigi, 17 ottobre 1930) è stato un pittore francese.

## Biografia
Albert Joseph era il secondo figlio di Laurent Pénot (1813-1894), un garzone originario di Bromeilles, e di Rosalie Grandjean, una cuoca nata nel 1834 a Xermaménil. La coppia si era sposata il 4 febbraio 1860 a Parigi ed ebbe tre figli: il primogenito Laurent nacque a Parigi nel 1861 (diventato un falegname), così come il terzogenito Auguste nel 1868. Solo Albert nacque a  Xermaménil, il villaggio dei suoi nonni materni.
Albert si sposò il 17 maggio 1892 con Charlotte Ernestine Jeanne Nayem, la figlia di un orologiaio. La coppia ebbe due figli, Louise e André.

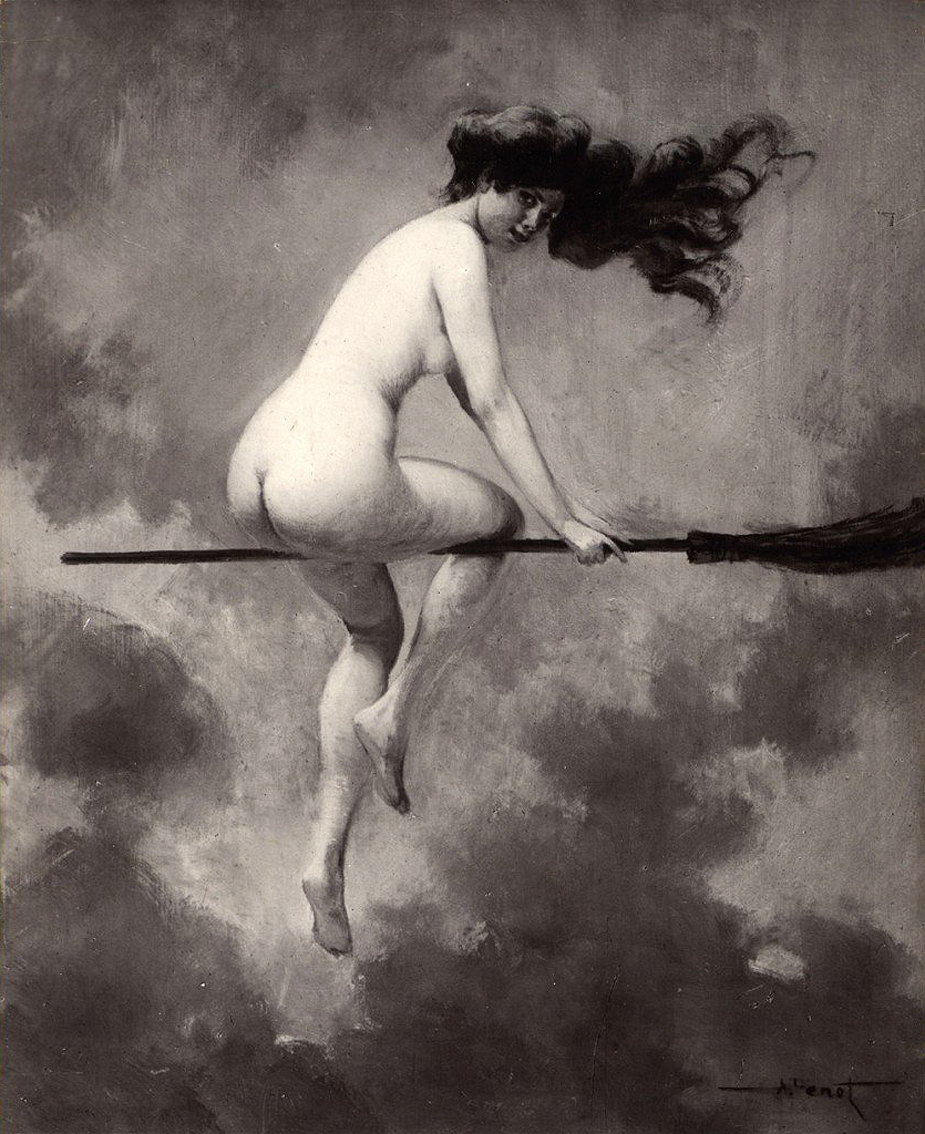
Partenza per il sabba, 1910

Albert Pénot divenne uno studente di Gabriel Ferrier alla scuola di belle arti di Parigi. I suoi nudi femminili dai lineamenti sensuali sono esaltati da delle atmosfere nebbiose e delle zone in chiaroscuro. Egli realizzò dei dipinti con dei soggetti femminili, ma è noto nello specifico per i suoi temi incentrati sul fantastico o la stregoneria. Pénot dipinse ugualmente delle scene di genere storico nel gusto del diciottesimo secolo, nonché degli schizzi anticlericali sulla scia di Jehan Georges Vibert o Francesco Brunery.
Il 6 febbraio 1906 ricevette le palme dell'istruzione pubblica, come testimonia il giornale La Croix. Nel 1909 divenne un membro della società degli artisti francesi. Le sue opere vennero esposte alla mostra parigina nota con il nome di Salone, venendo premiato con la medaglia di terza classe nel 1908. L'artista aveva una casa situata nella rue du Dôme, nel sedicesimo arrondissement della capitale francese: nello stesso luogo si sarebbe spento il 17 ottobre 1930. 
Nel 2018, la sua opera La donna pipistrello (La Femme chauve-souris) venne venduta da Sotheby's per 137.500 sterline.

## Stile e temi

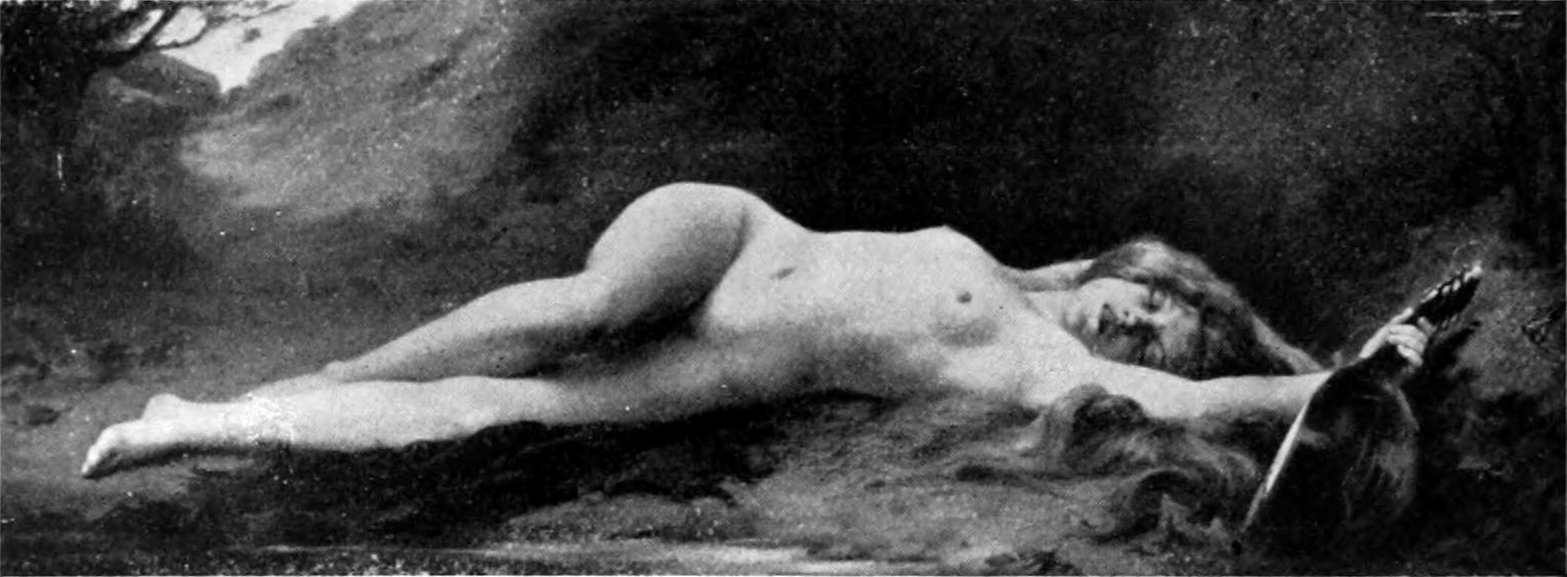
Autunno, 1903 circa

Pénot si occupava innanzitutto delle rappresentazioni anatomicamente corrette di donne. Le singole forme femminili erano il fulcro implicito della sua opera, mentre il mondo che circondava i suoi personaggi erano realizzati raramente al di là delle atmosfere nebbiose e delle macchie di luce e ombra. Gli ambienti sono casuali e sono per lo più avvolti nella foschia, dando una priorità esplicita alle stesse figure. Tuttavia, Pénot era più versatile nella sua arte, e non si limitava esclusivamente ai nudi femminili: un altro dei suoi soggetti erano le figure della chiesa, oltre a delle composizioni occasionali raffiguranti scene di uomini e donne dell'alta società in dei racconti incorniciati da delle ambientazioni più convenzionali.